# Miákits Ferenc
Miákits Ferenc (Érd, 1876. április 7. – Budapest, 1924. május 17.) lakatosmunkás, szakszervezeti vezető, pénzügyminiszter.

## Élete
Édesapja Miákits Ferenc, édesanyja Wandracsek Mária volt. Szülei mivel pénzügyi problémákkal küszködtek, fiukat kivették az iskolából és lakatosinasnak küldték. A mesterség kitanulása után 1896-ban utazni ment, s csak 1900-ban tért vissza Magyarországra. Ekkor a vas- és fémmunkások egyesületének tagja lett, később a vasmunkásszövetség elnökének is megtették. A századforduló után két évvel egyesítette ezt a két szervezetet, később az egyesült szervezet pénztárosa és könyvelője lett. 1913-tól tagja volt az MSZDP vezetőségének, 1917-től pedig a Vas- és Fémmunkások Országos Szövetségének volt titkára. A Magyarországi Tanácsköztársaság alatt szakszervezeti vezető, a Tanácsok Országos Gyűlésének egyik képviselője, illetve a Szövetséges Központi Intéző Bizottság egyik tagja volt. A bukás után a Peidl-kormány pénzügyminisztere volt, 1919. augusztus 15-én letartóztatták, ám még aznap szabadlábra helyezték. Később a Huszár-kormány kereskedelemügyi államtitkárának tették meg. 1922-től Győr nemzetgyűlési képviselőként működött.
1921. december 22-én az MSZDP részéről a Bethlen–Peyer-paktum egyik aláírója volt.